# 江源街道 (崇州市)
江源街道，原为江源镇，是中华人民共和国四川省成都市崇州市下辖的一个乡镇级行政单位。2019年12月，撤镇设街道，江源街道办事处驻清文路1号。

## 行政区划
江源街道下辖以下地区：
唐兴社区、寨子社区、红土村、石鱼村、大庙村、江源村、文观村、桅杆村、崇福村和邓公村。